# 非常与正常
《非常与正常：上海“文革”时期的社会生活》，金大陆著，内容是上海文化大革命时期社会生活史。2011年出版。

## 内容
1966-1976年十年间上海总人口共降低86.85万人，主因是上山下乡。同时上海总户数共增多36.33万户（第一章）。十年间上海结婚登记数为279365对，1967-1969年结婚登记数为91958对，恋爱和结婚仍在正常进行，而离婚总数只有6489对，因当年社会对“离婚”持强烈负面评价（第二章）。1969年后上海的计划生育工作重新启动，成效显著（第三章）。另有叙述大串连时上海红卫兵外出和上海接待外省红卫兵（第五章至第八章）。十年间上海报刊每年批判“奇装异服”，但效果不显（第九章）。
文革中上海粮食蔬菜生产基本是丰收的（第十章、第十一章）。文革中后期，多年积累的渔业资源危机爆发，上海水产品依赖外地供应（第十三章）。和集体记忆不同，文革时期猪肉在上海不限量供应，不用肉票（第十二章）。1969年起开始“深挖洞”，修建了大量质量粗糙的人防工程。1972年后开始将其转做仓库、病房、办公室、地下餐厅（第十八章）。1970年起，上海开始野营拉练，被中学生“演绎成了一场青春的游戏”（第十九章）。
作者接受采访时指出，文革时期上海有流氓阿飞现象，后来更出现了地下卖淫，“电影院门口有一阵查女孩裙子里穿不穿内裤”。

## 评论
- 作者：“‘文革’运动使社会局势和状态处于‘非常’之中，但人们的日常生活还得进行，以至在总的‘非常’态中，实际上还包含着‘顺应之中的正常’和‘应对之中的正常’。在正常、非常的交错中，我们看到这个社会灵魂的扭曲和变化。”[2][3]
- 程兆奇作序，认为“本书是金大陆研究文革的第一本专书，对大陆涉猎的上海文革的广泛方面而言只是一个局部。”未来更让人期待的是作者与金光耀合编的上海文革史料汇编。[4]
- 本书责任编辑于然：“从史学、社会学、经济学等方面详尽地描述了‘文化大革命’期间上海市人口状况、红卫兵串联、破四旧、计划生育、婚姻状况、蔬菜生产和供应、粮食供应、水产品供应、群众报刊、毛泽东塑像、深挖洞等各方面的内容和发展情况，为读者提供了一幅这一特定时期上海社会生活各个方面的全景画面。”“全书内容详细、准确，观点正确，在细致的传叙中，还有一些中肯的分析和评论，具有较高的史料价值和研究价值”。[5]
- 吕迅：“该书的最大特点就在于旁征博引、史料丰富。除了档案、方志、报刊、传单、日记等文献以外，作者还利用了大量口述采访，为‘重建’那个时代的历史，提供了宝贵而坚实的资料基础，可以使读者深切感受到有血有肉的人，以及当时社会的生动剪影。”“如果说这套书还有什么不足的话，那就是‘文革’时期上海和其他地区的关系有待进一步展开。”[6]
- 《中国新闻周刊》报道：“以一种很少见的研究视角，让人们看到上海普通人的生活在十年文革中如何艰难运转”。[1]
- 金光耀：“选定‘非常’与‘正常’这两个对立而又紧密相连的视角，来审视‘文革’时期的上海社会生活，为更好地了解‘文革’这一特殊时期，打开了一扇新的视窗。”[7]
- 《社会科学论坛》编者：“从社会文化的角度切入，扩展了‘文革’研究的新领域。”[8]
- 江文君：“通过书中对革命的语言修辞下民众生活基本面的描绘，表明了这场运动不仅是一场意识形态的运动，在其非理性的外表之下，它还深刻反映了一种特殊的现代化类型。”千百万上海市民卷入运动，“相信通过荡涤灵魂的冲突对中国社会进行再加工，将使之成为一个更新的、觉醒的、从过去的镣铐中解放出来的公民集合体。”自五四运动以来，这一“理想主义狂热每隔几代人就会喷涌一次。”使现代中国“周期性地以革命而非变革来重塑自己。”[9]
- 顾文豪：本书“提醒我们即便千人一律的‘文革’时代，社会生活自有其一定之规，政治容或搅扰并更动了既定的社会秩序，但并无可能全盘更张。”[10]